# Kígyókarúak
A kígyókarúak (Ophiuroidea) a tüskésbőrűek törzsének legnagyobb fajszámú osztálya. Testük központi korongból, és attól jól elkülönült, hengeres, élénken mozgatható karokból áll. Ezek száma öt, néha hat vagy hét, és egyes fajoknál dúsan elágaznak. Bár többségük váltivarú, de vannak hímnős, sőt, osztódásra képes fajaik is. Szerves törmelékkel és élőlényekkel egyaránt táplálkoznak. A bélcsatorna leegyszerűsödött, végbélnyílásuk eltűnt, így a lefelé néző szájnyílás a bélcsatorna egyetlen nyílása.
|  |  |

|  |  |